# アウトストラーダ A51
アウトストラーダ A51 ミラノ東環状線は、ミラノ市およびその郊外東部に接するアウトストラーダである。 ミラノ・セッラヴァッレ - ミラノ環状線会社が管理している。
A50 (ミラノ西環状線)、 A52 (ミラノ北環状線)、A58 (ミラノ東外環状線)、と共にイタリア最大の一都市周囲の環状道路系を構成し、その総延長は116 キロメートル (以下 km と表記する) である。

## 歴史
この道路はミラノ西環状線に続いて2番目に造られたミラノの環状線である。建設工事は、コンセッション会社であるアウトストラーダ・セッラヴァッレ・ミラノ・ポンテキアッソ株式会社により1969年に始められた。
1971年10月16日に、ロゴレードとヴィアーレ・フォルラニーニ出入口の間の区間が開通した。
アグラーテ・ブリアンツァからヴィメルカーテまでの区間が開通したのは1975年である。
1992年に、ヴィメルカーテからウズマーテ・ヴェラーテの最後の区間が開通した。
ミラノ東環状線は、当時すでに危機的な状況となっていた、ミラノ都市部を通過する交通量を、東西方向のアウトストラーダと南北方向のアウトストラーダを直接接続することにより削減するために計画された。

## 経路概要
本道路は、ミラノ南東のサン・ドナート・ミラネーゼでA1の起点と道なりにつながって始まっている。そして、ミラノ都市部の東の縁を北に進む。ヴィアーレ・フォルラニーニ出入口から始まり、フォルラニーニ公園、ルバッティーノ通り出入口、ランブロ公園、を通過するパルキ高架橋は、全長3キロメートルの長い高架橋である。
その後、カシーナ・ゴッバ近郊で国道11号線と交差し、少し先で、モンツァ方面に進むミラノ北環状線と分岐する。A51は、コローニョ・モンツェーゼ、ブルゲーリオ、カルガーテなどを通過し、アグラーテ・ブリアンツァでアウトストラーダ A4と交差する。
ヴィメルカーテ、コンコレッツォを堀割り構造も使って通過した後、29.3キロメートル地点のウズマーテ・ヴェラーテ出口で終わり、そこから北は県道41号線に道なりにつながっている。
この道路は片側3車線および緊急車線の構成である。ただし、アグラーテ・ブリアンツァの本線料金所とウズマーテ・ヴェラーテの間の区間は片側2車線および緊急車線の構成である。
以前は、フォルラニーニ通りへの出口は、本線の左側にあった。2008年3月に、新たな本線が当初の本線の内側に建設され、当初の本線は出口ランプとして使われるようになり、出口が本線の左側にあるという危険な状況は解消された。
A51の最高速度は90 キロメートル毎時(以下 km/h と記述する)であるが、一部の区間は80 km/h である。

## 行程[4]
| TANGENZIALE EST DI MILANO |      | |      |      |      |
| 出口番号                  | 種別 | 方面 | ↓km↓ | ↑km↑ | 地域 |
|                           |      | Bologna Tangenziale Ovest | 0.0  | 29.3 | MI   |
|                           |      | Via Emilia Milano Rogoredo San Donato Milanese                                                                                          | 0.5  | 28.8 | MI   |
|                           |      | Paullo - Paullese MM3 San Donato | 1.0  | 28.3 | MI   |
|                           |      | Via Mecenate Peschiera Borromeo | 2.5  | 26.8 | MI   |
|                           |      | C.A.M.M. Consorzio Autostazione Merci di Milano                                                                                         | 3.0  | 26.3 | MI   |
|                           |      | Milano Viale Forlanini Aeroporto internazionale di Milano Linate Rivoltana ( Tangenziale Est Esterna di Milano – Liscate入口まで16 km ) | 4.0  | 25.3 | MI   |
|                           |      | Via Rubattino Segrate | 6.0  | 23.3 | MI   |
|                           |      | Segrate Cassanese ( Tangenziale Est Esterna di Milano – Pozzuolo Martesana入口まで16 km)                                                | 6.7  | 22.6 | MI   |
| A                         |      | Lambrate | 7.0  | 22.3 | MI   |
|                           |      | "Cascina Gobba"サービスエリア Uターン路あり                                                                                             | 9.7  | 19.6 | MI   |
|                           |      | Cascina Gobba - Via Padova Padana Superiore - Vimodrone V.le Palmanova MM2 Gobba Istituto scientifico universitario San Raffaele        | 10.5 | 18.8 | MI   |
|                           |      | Tangenziale Nord | 11.5 | 17.8 | MI   |
|                           |      | Cologno Ovest | 12.0 | 17.3 | MI   |
|                           |      | Cologno Est MM2 Cologno Nord Brugherio                                                                                                  | 14.0 | 15.3 | MI   |
|                           |      | "Cologno Est"サービスエリア | 15.7 | --   | MI   |
|                           |      | SP 113 Cernusco S.N. Brugherio sud | 16.0 | 13.3 | MI   |
|                           |      | Carugate Brugherio nord | 18.0 | 11.3 | MI   |
|                           |      | "Carugate"サービスエリア | 19.0 | 10.3 | MB   |
|                           |      | Agrate本線料金所 料金: 2.00 € | 19.5 | 9.8  | MB   |
|                           |      | Torino - Venezia | 20.5 | 8.8  | MB   |
|                           |      | Agrate Brianza | 21.0 | 8.3  | MB   |
|                           |      | Monza Est | 21.2 | 8.1  | MB   |
|                           |      | Concorezzo Agrate nord | 22.0 | 7.3  | MB   |
|                           |      | SP 41 C.na Morosina - Burago | 24.0 | 5.3  | MB   |
|                           |      | Vimercate Sud - Q.re Torri Bianche Villasanta - Arcore                                                                                  | 25.0 | 4.3  | MB   |
|                           |      | Vimercate Centro - Oreno Vimercate | 26.0 | 3.3  | MB   |
|                           |      | Vimercate Nord - Velasca | 28.0 | 1.3  | MB   |
|                           |      | "Vimercate ovest"サービスエリア | --   | 0.8  | MB   |
|                           |      | Carnate | 29.0 | 0.3  | MB   |
|                           |      | Usmate Velate Sud | 29.2 | 0.1  | MB   |
|                           |      | SS 342 direzione Lecco | 29.3 | 0.0  |      |